# К-141 «Курск»
К-141 «Курск» — российский атомный подводный ракетоносный крейсер проекта 949А «Антей». Заложен на «Севмаше» в 1990 году, принят в эксплуатацию 30 декабря 1994 года. Находился в строю с 1995 по 2000 год, всё это время входил в состав 7-й дивизии подводных лодок Северного флота России, пункт базирования — Видяево, Ара-губа.
Погиб в результате катастрофы 12 августа 2000 года в Баренцевом море, в 176 км от Североморска, (69°40′ с. ш. 37°35′ в. д.) на глубине 108 метров. Все 118 членов экипажа, находившиеся на борту, погибли. По количеству погибших это крупнейшая трагедия в послевоенной истории советского и российского подводного флота.

## История строительства
Заложена в Северодвинске на ПО «Северное машиностроительное предприятие» 22 марта 1990 года под заводским № 662. Экипаж АПРК К-141 был сформирован на базе 7-й дивизии подводных лодок, формирование завершено 18 марта 1991 года, первый командир — капитан 2-го ранга Виктор Николаевич Рожков. В июле 1991 года было начато обучение экипажа в Учебном центре ВМФ в Обнинске.
В апреле 1993 года в честь подвига советского народа на Курской дуге в годы Великой Отечественной войны директивой главнокомандующего ВМФ К-141 присвоено почётное наименование «Курск». В октябре 1993 года прошедший обучение экипаж прибыл в Северодвинск для приёмки корабля.
13 мая 1994 года К-141 был выведен из эллинга цеха № 55, 16 мая спущен на воду, 23 мая были начаты заводские швартовные испытания. С октября по декабрь прошёл заводские ходовые испытания, затем государственные испытания. 30 декабря 1994 года был подписан приёмный акт, К-141 «Курск» под командованием В. Н. Рожкова вступил в строй.

## История службы
20 января 1995 на К-141 был торжественно поднят Военно-морской флаг. До конца месяца корабль перешёл в Ара-губу к месту постоянного базирования. 1 марта 1995 года К-141 вошёл в состав 7-й дивизии подводных лодок Северного флота с базированием на Видяево.
С декабря 1997 по февраль 1998 года «Курск» прошёл гарантийный ремонт на Севмаше. В сентябре 1998 года выполнил программу гидроакустических испытаний.
С 3 августа по 19 октября 1999 года лодка участвовала в автономном походе в Атлантический океан и Средиземное море, перед этим выполнив на «отлично» ракетные стрельбы на приз главкома ВМФ России. По итогам службы командир корабля представлен к званию Героя России, а 72 члена экипажа удостоены правительственных наград.
По итогам соревнования за 1999 год АПРК К-141 «Курск» — лучший в 7-й дивизии. Пять его боевых частей — «отличные». 23 % членов экипажа — мастера военного дела. Остальные 77 % — специалисты 1-го и 2-го классов. Лодка под командованием капитана 1-го ранга Г. П. Лячина готовилась к новому дальнему походу в составе мощной корабельной группы.
25 июля 1999 года экипаж «Курска» принимал участие в военно-морском параде, посвящённом Дню Военно-морского флота в Североморске. В мае 2000 года К-141 осуществил выход в море для учебно-боевой подготовки.
На 15 октября 2000 года из Североморска планировался выход в Средиземное море авианосно-маневренной группы Северного флота, включавшей «Курск».

### Гибель
11 августа 2000 года, согласно плану учений Северного флота, «Курск» вышел в море для выполнения учебно-боевого задания недалеко от Кольского залива. Необходимо было произвести пуск крылатой ракеты и учебную торпедную стрельбу по отряду боевых кораблей (ОБК). На борту лодки были 24 крылатые ракеты П-700 «Гранит» и 24 торпеды. Командовал кораблём капитан 1-го ранга Геннадий Лячин. Утром 12 августа крейсер условно атаковал крылатой ракетой «Гранит» эскадру во главе с тяжёлым авианесущим крейсером «Адмирал Кузнецов» и флагманом флота атомным крейсером «Пётр Великий». «Курск» должен был в 9:40 начать подготовку, а с 11:40 до 13:40 осуществить учебную атаку авианесущей группы кораблей. Последние записи в журналах отмечены 11 часами 15 минутами.
В 11:28 гидроакустик на крейсере «Пётр Великий» зафиксировал взрыв, после чего корабль ощутимо тряхнуло. Командир «Петра Великого», капитан 1-го ранга Владимир Касатонов, выслушав доклад о взрыве, не придал ему значения. Командующий Северным флотом Вячеслав Попов, также находившийся на крейсере, поинтересовался, что произошло. Ему ответили: «включилась антенна радиолокационной станции».
Наблюдатели в назначенное время торпедных атак не обнаружили. На командном пункте надводников всплытия атомохода не видели, доклада на УКВ по результатам выполнения учебно-боевого упражнения не получали. В 14:50 корабли и вертолёты из состава ОБК по приказанию КП флота осмотрели район возможного нахождения и всплытия АПРК «Курск». «Курск» не вышел на связь в установленное время — 17:30. О катастрофе «Курска» военному руководству стало известно вечером, когда в 23:00 командир подлодки повторно не вышел на связь. В 23:30 АПЛ «Курск» в соответствии с требованиями нормативных документов была объявлена «аварийной».
Утром следующего дня, 13 августа, на поиски пропавшей подлодки отправилась группа кораблей во главе с Вячеславом Поповым. В 04:51 «Курск» был обнаружен гидроакустической аппаратурой крейсера «Пётр Великий» лежащим на грунте на глубине 108 метров. По другим данным глубина составила 110 метров.
Внешний осмотр с помощью специальных средств показал сильные разрушения прочного и лёгкого корпусов в носовой части лодки, включающие в себя сквозную пробоину верхней части прочного корпуса площадью в несколько квадратных метров. Характер повреждений однозначно указывал на их происхождение от внутреннего взрыва боезапаса (возможно, частичного) в первом отсеке. Согласно предоставленным НАТО выводам анализа гидроакустических сигналов, зафиксированных норвежской станцией ARCES, имели место два подводных взрыва с интервалом 2 минуты 14 секунд, причём мощность второго (5 тонн ТЭ на глубине 100 м) была в 50 раз сильнее первого. Было установлено, что выдвижные антенные мачты и перископ АПЛ в момент катастрофы были подняты — следовательно, в момент первого взрыва лодка двигалась на глубине около 30 м. Второй взрыв произошёл в условиях контакта лодки с дном примерно в 70 метрах от места первого взрыва.

## Подъём «Курска»
Подъём «Курска» стал первой операцией по подъёму затонувшей на большой глубине атомной подводной лодки.

Когда президент спросил у Игоря Дмитриевича за год до подъёма: «Сможете поднять подлодку?». Спасский реально не мог гарантировать этого, но как мужик ответил: «Да, могу». И выполнил своё дело, — рассказывает Виталий Федько.
19 августа 2000 года главный конструктор ФГУП ЦКБ МТ «Рубин» И. Д. Спасский доложил В. В. Путину о плане работ по ликвидации последствий катастрофы АПЛ «Курск».
28 августа 2000 года вышло распоряжение правительства РФ № 1190-Р, которое возложило организацию подготовительных работ по эвакуации тел погибших с АПЛ «Курск» и его подъёму на «ЦКБ МТ „Рубин“».

### Проект подъёма
К подъёму АПЛ «Курск» были предъявлены жёсткие требования — поднимать без крена и дифферента, без воздействия на наружный корпус и другие. Продиктованы они были тем, что в результате взрыва механизмы АПЛ сорваны со своих фундаментов, а состояние боезапаса неизвестно.
В феврале 2001 года фирмой Mammoet Transport BV (Нидерланды) было предложено следующее техническое решение: поднимать лодку с помощью гидравлических домкратов, установленных на судне. В каждом домкрате был предусмотрен динамический компенсатор, который должен был компенсировать динамические усилия при отрыве «Курска» от грунта и на конечном этапе его подъёма при приближении к поверхности. Его механизм на основе газовой компенсации (азот) амортизировал каждый из домкратов и позволял при динамических воздействиях иметь вертикальные перемещения до двух метров.
В свою очередь ЦКБ МТ «Рубин» совместно с Институтом имени академика Крылова, 1-м и 40-м институтами ВМФ разработали конструкцию захватов подъёмных устройств. Суть проекта заключалась в следующем: в прочном корпусе лодки между шпангоутами вырезались отверстия, туда заводились зацепы с выдвижными лапами. Отделом прочности Института им. Академика Крылова было подсчитано, что шпангоуты и прочный корпус выдержат такую нагрузку.
- Детальный проект непосредственно подъёма и транспортировки «Курска» осуществлялся компанией Mammoet Transport BV (Нидерланды).
- Общий проект всей операции в целом — ЦКБ МТ «Рубин», при участии ЦНИИ имени академика Крылова, 1-го и 40-го институтов ВМФ (Россия).

### Средства подъёма

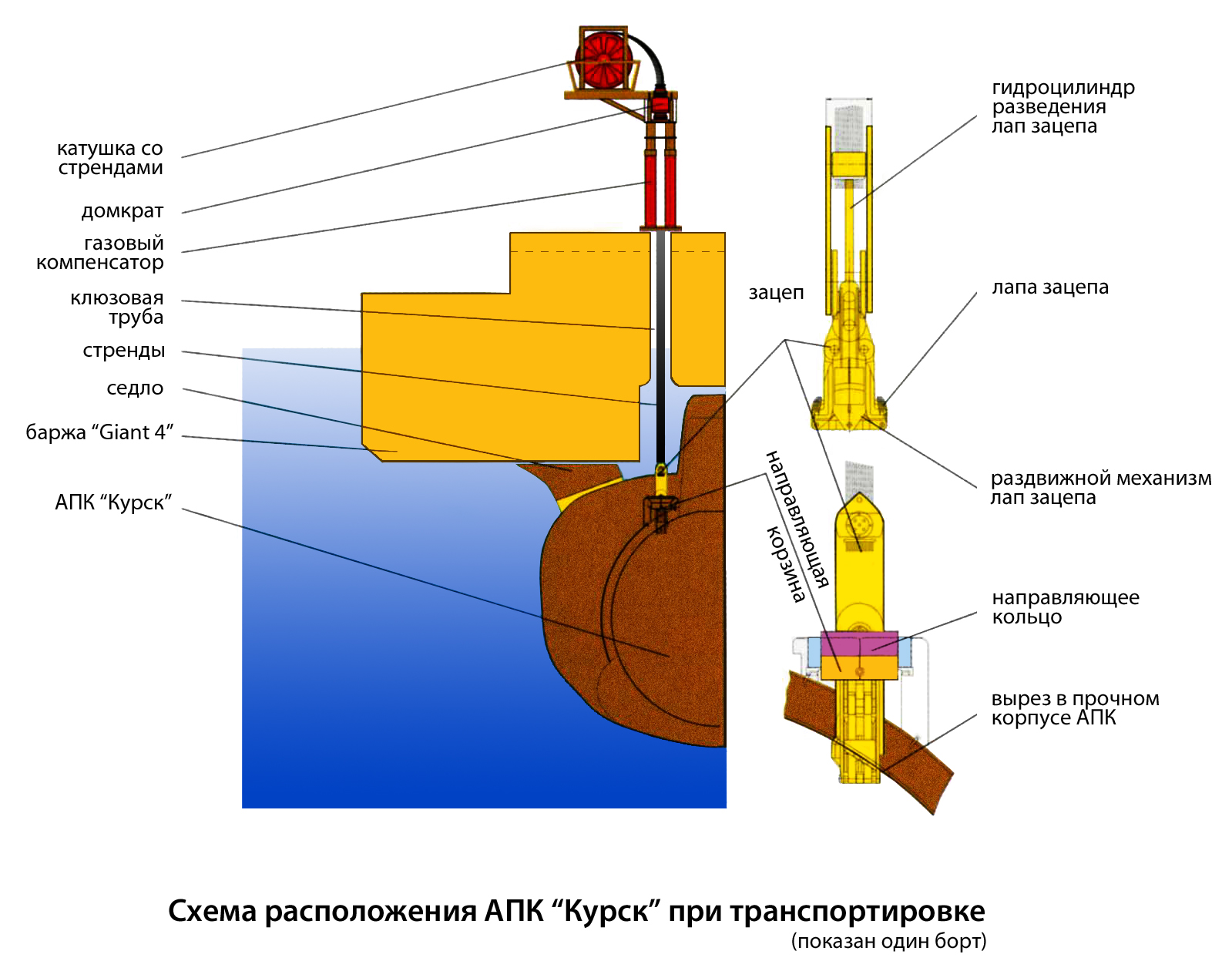
Схема расположения АПК «Курск» при транспортировке

Все технические средства подъёма размещались на барже «Giant 4». Баржа прошла серьёзную модернизацию на верфи Shipdock Amsterdam (Нидерланды). Корпус баржи во многих местах был упрочнён. На ней были установлены двадцать шесть домкратов и компенсаторов с катушками большого диаметра со всей необходимой энергетикой и рабочими средами. Всё это оснащалось соответствующими системами и пультами управления. На барже были организованы жилой блок и хранилище для запаса рабочих сред (азот и тому подобное).
Каждый домкрат обеспечивал подъём при помощи 54 стрендов.
- Стренд — своеобразный трос диаметром 18 мм, состоящий из семи прочных металлических стержней: одного центрального, близкого по форме к цилиндру, и шести трапецеидального сечения.

Стренды были намотаны на катушки диаметром около трёх метров. Рабочая часть стрендов от домкрата шла через шлюзовую трубу, вваренную в корпус баржи, к зацепу и закреплялась на нём. Пучок из 54 стрендов выдерживал нагрузку около 1000 тонн.
Днище баржи было переделано под конфигурацию подводной лодки со впадиной под рубку «Курска» и «сёдлами» вдоль всей длины прижатия подводной лодки к днищу баржи.
При операции подъёма баржа усилием домкратов притягивалась вниз и увеличивала свою осадку. В результате возникала архимедова сила и фактически отрывала «Курск» от грунта. Далее «Курск» притягивался к днищу баржи при помощи тросовых гидродомкратов, при этом пучки стрендов наматывались на катушки.
Опускание зацепов к отверстиям производилось по двум из четырёх специальных направляющих тросов, крепившихся к направляющему кольцу. Кольцо, в свою очередь, закреплялось к «корзине», установленной непосредственно над отверстием, вырезанным в прочном корпусе «Курска». После заведения зацепов в отверстия их лапы раздвигались при помощи гидравлики и фиксировались стопором.
Для заведения лодки в плавучий док ПД-50 были изготовлены два L-образных понтона, спроектированных фирмой Mammoet Transport BV. Дело было в том, что максимальная глубина погружения дока позволяет заводить в него корабли с осадкой не более 14 метров. Осадка же баржи «Giant» с притянутым к её дну «Курском» составляла 20,7 метра. Следовательно, систему «Giant»-«Курск» нужно было поднять примерно на 7 метров. Вес же системы составлял 19 500 тонн. Подъём баржи и лодки на необходимую высоту осуществлялся путём заведения под её борта двух понтонов.
- Разработка системы управления домкратами и компенсаторами осуществлялась фирмой lgH (ФРГ).
- Поставка домкратов и компенсаторов с сопутствующим оборудованием — фирма Hydrospex (Нидерланды).
- Поставка зацепов — фирма Huisman (Нидерланды).
- Модельные мореходные испытания и проверка прочности грузонесущих связей — ЦНИИ имени академика Крылова (РФ).
- Изготовление гигантских понтонов — Севмашпредприятие (РФ).
- А также ещё около десятка заводов — поставщиков оборудования из разных стран.

### Расчёт параметров подъёма
При расчёте параметров подъёма специалисты ЦКБ МТ «Рубин» решали две сложные технические проблемы.
Первая заключалась в том, что было невозможно точно подсчитать, с какой силой грунт притягивает лодку. Исследования грунта тремя специализированными институтами дали очень большой разброс результатов.
Вторая: степень разрушения первого отсека позволяла предполагать его возможный отрыв от тела лодки во время подъёма, что могло бы привести к тяжёлым, непоправимым последствиям.
В итоге было решено предварительно дать на подъёмную систему равномерную нагрузку, равную примерно 50 % веса лодки, выдержать около 6 часов, затем асимметрично увеличивать нагрузку на корму. Кроме того, был предусмотрен и запасной вариант на тот случай, если лодка всё-таки не оторвётся от грунта. Под кормовую оконечность «Курска» был заведён трос. Трос был прикреплён к двум буксирам: «SmitWijs Singapore» и «Артек». Буксиры были готовы в случае необходимости протянуть трос вдоль лодки под килем настолько, насколько это оказалось бы возможным.
Что касается проблемы первого отсека, то его было решено отрезать.

### Подготовка «Курска» к подъёму

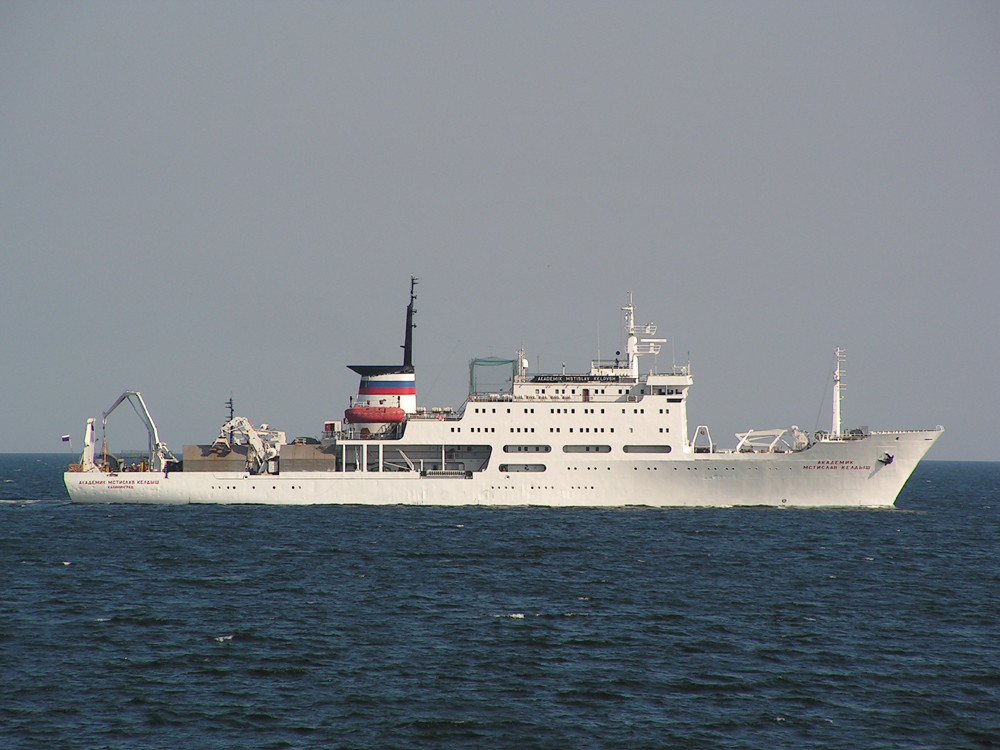
«Академик Мстислав Келдыш»

Чтобы приступить к организации подъёма «Курска», необходим был подробный внешний осмотр корабля и поверхности дна в районе затопления, а также радиационный мониторинг.
Для этих целей были выполнены две экспедиции. Первая — с 3 по 15 сентября 2000 года с привлечением спасательного судна Северного флота «Михаил Рудницкий» с глубоководными аппаратами АС-34 и АС-36 на борту. Вторая — с 24 сентября по 2 октября 2000 года с участием научно-исследовательского судна Института океанологии имени П. П. Ширшова «Академик Мстислав Келдыш» с двумя глубоководными аппаратами «Мир».
В октябре 2000 года также состоялась операция «Регалия» по вскрытию корпуса АПЛ «Курск» и поиску погибших моряков. Операция осуществлялась фирмой Halliburton (США) c привлечением российских водолазов. Водолазы базировались на специальной норвежской полупогружной платформе «Regalia». В результате операции из девятого отсека было эвакуировано 12 тел погибших моряков, в том числе тело капитан-лейтенанта Колесникова, оставившего предсмертную записку. Проникнуть в остальные отсеки, а также эвакуировать ещё 11 найденных тел из 9-го отсека не представлялось возможным.
Также фирма Halliburton осуществила подробный осмотр носовой части погибшей лодки, подъём большегрузных конструкций со дна моря, отрезку фрагментов лёгкого корпуса в районе разрушенного первого отсека и их подъём, что с использованием технических средств судов «Михаил Рудницкий» и «Академик Мстислав Келдыш» не представлялось возможным.
Далее предстояло осуществить отрезку разрушенной взрывом части первого отсека, вырезку отверстий для зацепов в части прочного корпуса в районах с координатами, указанными «Рубином».
Компании Smit и Mammoet Transport BV для отрезки первого отсека предложили использовать технологию, применяемую при резке трубопроводов больших диаметров. В качестве основного звена этой режущей системы используется своеобразная пила. Она состоит из троса, нанизанных на него цилиндрических элементов, поверхность которых имеет вид горной поверхности с хаотично расположенными островерхими горушками разной высоты, сделанными из высокопрочного режущего материала. Пробег троса в одну сторону составляет около 20 метров.
С обоих бортов лодки в районе первого отсека должны были устанавливаться большие цилиндрические башни, имеющие только верхние днища. На башнях размещались колёсные направляющие блоки с заведёнными на них ходовыми тросами пилы и гидроцилиндры для поперечно-возвратной протяжки троса. При откачке воды из башни за счёт перепада давления на верхнем днище снаружи создавалось огромное усилие, которое вдавливало башню в грунт по мере распиловки перекинутой через верх лодки пилой.
По мере проверки пилы, в её конструктивное исполнение, системы управления, режущие элементы вносились изменения. Сама отпиловка первого отсека проходила очень сложно, требовала частых трудоёмких подключений водолазов для перестройки системы при обрывах ходового или режущего троса пилы, а также при отрезке вручную отдельных элементов корпусных конструкций.
Эта операция проходила в августе 2001 года, и в ней участвовало два судна: баржа «Carrier» (фирма Smit) с оборудованием для отрезки, судно «Mayo» (фирма DSND), обеспечивающие все водолазные работы.

### Съёмки подъёма
Единственным СМИ, допущенным к съёмкам спасательной операции и операции подъёма, была съёмочная группа Виталия Федько, киностудия «Корона Фильм».

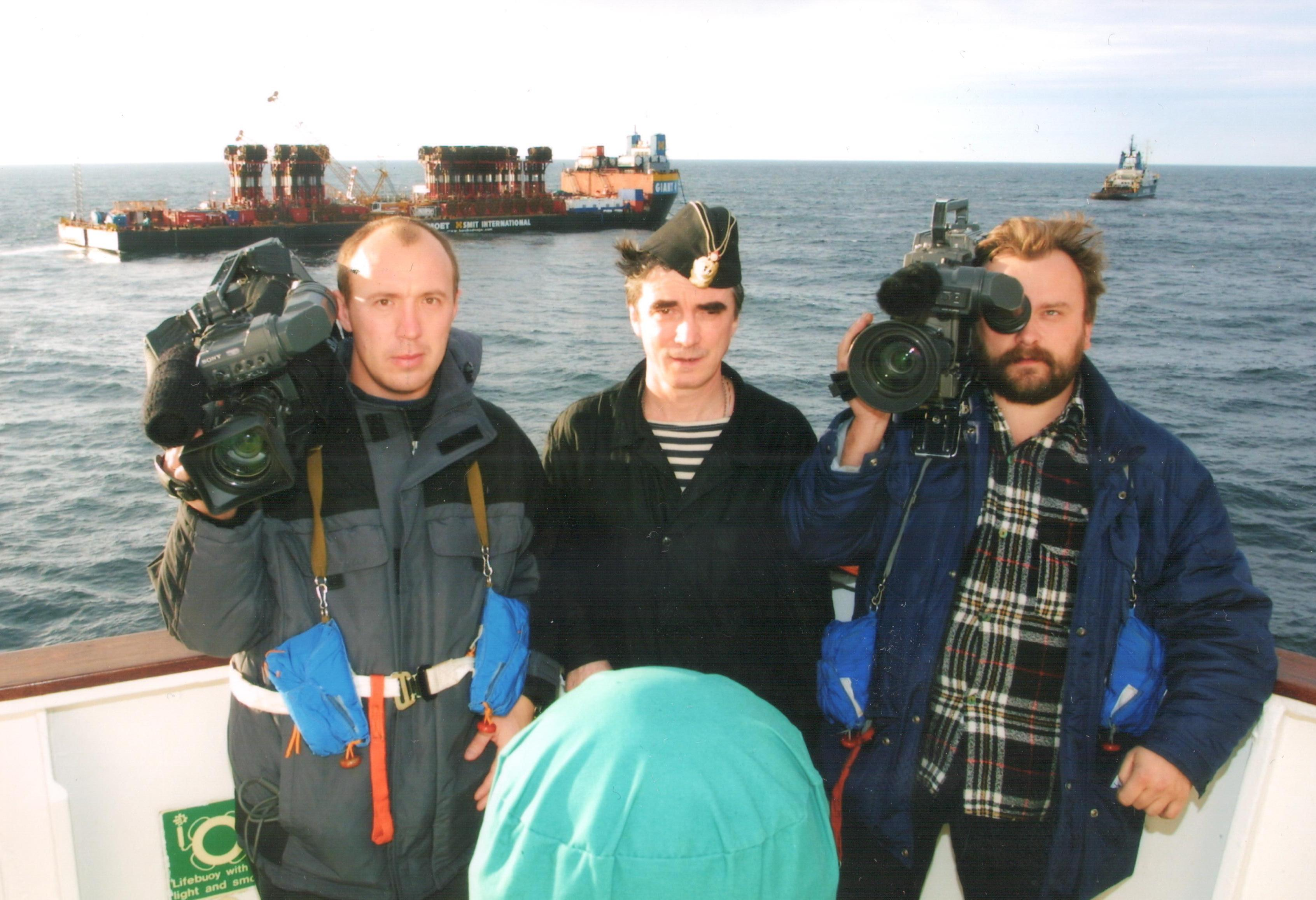
Во время съёмок операции «Подъём „Курска“»

 В. Ф. Федько, будучи одним из участников беспрецедентной операции по подъёму, ставил целью съёмок правдивое документирование уникальной операции, никогда прежде не осуществлявшейся кем-либо в мире. Главной задачей съёмочной группы было: 
Вытеснить всю негативщину, которая могла бы пойти на зарубежных каналах, вытеснить нашей точкой зрения. „Курск“ был подходящим поводом, чтобы показать страну не цивилизованной. Что мы не можем управлять ядерной энергетикой, что у нас всё взрывается.
Команда киностудии «Корона Фильм» с большим трудом добилась допуска ко всем этапам операции. Благодаря поддержке Северного флота допуск был получен ещё до начала полномасштабной операции. Однако на завершающем этапе, когда «Курск» уже был доставлен в док, генеральный прокурор В. В. Устинов запретил доступ к подлодке всем, кроме сотрудников прокуратуры, это означало то, что проект останется не завершённым, у фильма не будет конца. Однако Виталию Федько удалось убедить пресс-секретаря генерального прокурора в необходимости продолжения съёмок, и разрешение было получено вновь.
Во время подъёма была изумительная тишь. Погода была изумительная, в эту ночь было полнолуние. Начали поднимать в 23:55 в ночь с воскресенья на понедельник. Оторвали всё же, от дна, хотя ни у кого реальной уверенности не было, — вспоминает основатель киностудии «Корона фильм», Виталий Федько.
Съёмочная группа работала практически круглосуточно.
Впоследствии широкой мировой общественности стали доступны достоверные сведения о ходе операции, а также эксклюзивные кадры подъёма АПЛ «Курск», в фильмах: «Семья капитана», «Подъём Курска», «Проект — 949. Одиссея атомной подводной лодки», «На грани жизни» (Из цикла передач «Морская Сила России»).
Кроме того, команда Виталия Федько сделала множество уникальных снимков. Фотоальбом «Курск» вышел тиражом всего 10 экземпляров. Один из них находится у В. В. Путина.

### Итоги операции

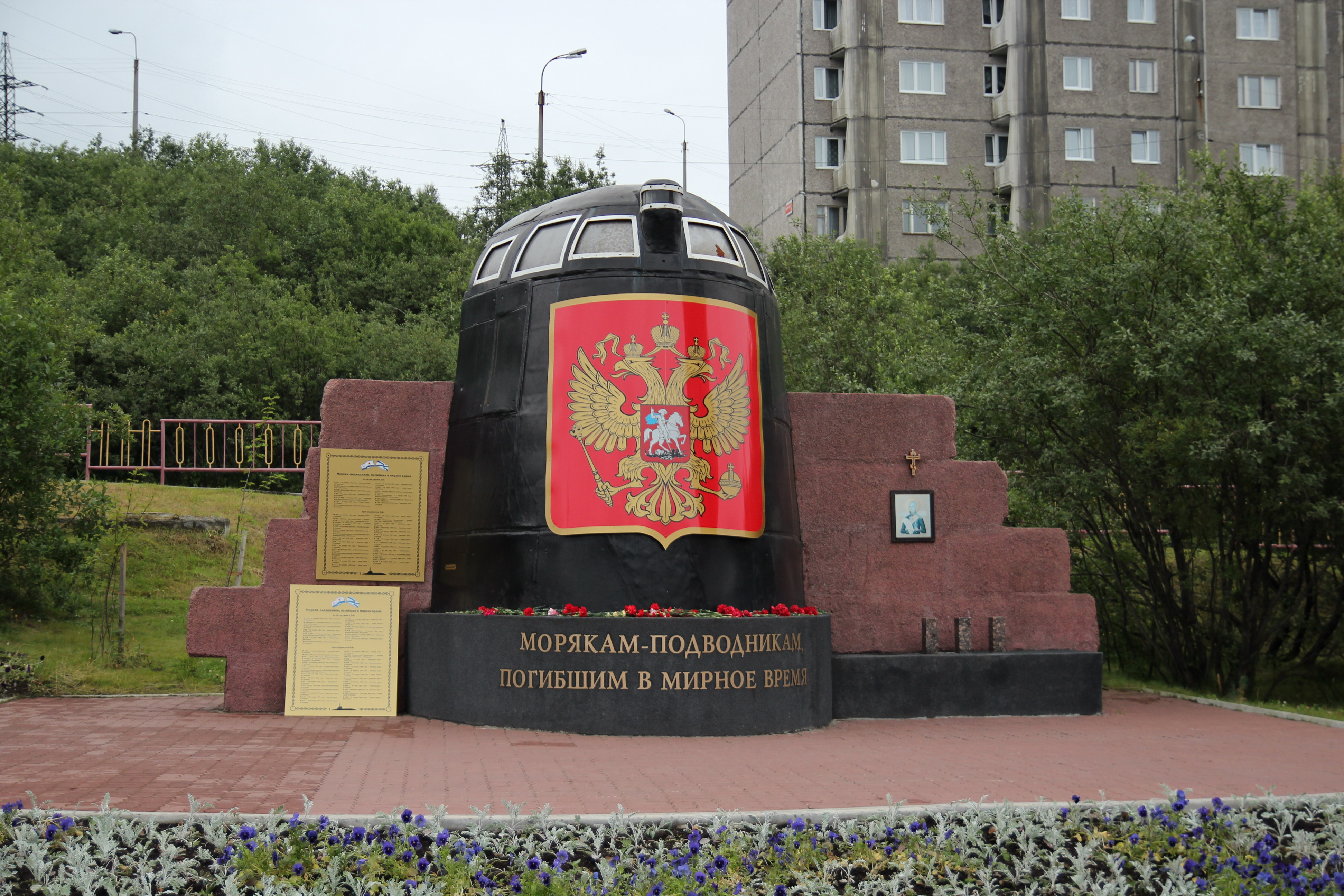
Памятник «Морякам, погибшим в мирное время»

Все этапы операции проводились в течение года. В ней были задействованы около 120 компаний из 20 государств.
Акт о завершении операции подъёма, транспортировки и постановки АПЛ «Курск» в док был подписан руководством ФГУП «ЦКБ МТ „Рубин“» и компании «Маммут Транспорт Антиллесс Н. В.» 22 октября 2001 года. Стоимость работ оценивалась в 65 — 130 млн долларов США.
В результате операции подъёма лодки «Курск» были найдены и захоронены 115 тел погибших моряков-подводников. Три тела найти так и не удалось. Со дна Баренцева моря были эвакуированы потенциально опасный боезапас лодки и два ядерных реактора. Изучение лодки в плавучем доке дало возможность с высокой степенью точности восстановить последовательность трагических событий последних часов жизни лодки и её экипажа, а также установить причину катастрофы.
В феврале 2003 года началась операция по выводу плавтехбазы «Имандра» с отработанным топливом из сухого эллинга завода «Нерпа».
К марту 2009 года от подводной лодки сохранился трёхотсечный блок с выгруженными реакторами и ограждение рубки, которое находилось в Мурманске, на ул. Промышленной.
В 2003—2004 годах гребные валы поднятого «Курска» были установлены на однотипном К-266 «Орёл».

## Литература

Модель K-141 в эстонском морском музее в Таллине.